# Mr. 6
Mr. 6（1976年12月10日—），本名劉威麟，是一位出生於臺灣臺北市的作家，14歲移民加拿大，而後移居美國矽谷，美國史丹佛大學電機、管理（Management Science & Engineering）雙碩士，英屬哥倫比亞大學資訊工程學士。
Mr. 6 被104網站稱為「在資訊流經濟體中，從無到有、迅速崛起的部落客代表人物。」他從2006年6月6日開始進行網路寫作，每天寫作3000字，當時正逢網路創業低迷之際，Mr. 6將矽谷趨勢化為上千篇文章分享給網友。

## 著作
- 2002年9月：十八個博士@史丹佛
- 2004年3月：i主義把老闆變不見
- 2004年11月：別學北極熊：創業達人的7個特質和5個觀念
- 2005年6月：小米我想跟妳結婚
- 2005年8月：在C點佈局-下一波創意商機在哪裡?
- 2006年3月：享樂基金
- 2006年5月：雙語孩子王：打造世界級的雙語小天才
- 2006年7月：搶先佈局十年後
- 2007年8月：Sweet Spot：一夕爆紅網路效應
- 2008年4月：上班族硬起來
- 2008年12月：網路紅事件
- 2009年4月：力量系人類 ──讓人生逆轉勝的30個科學方法
- 2017年1月：今天是（短篇小說）
- 2018年1月：女暴和她家的受害者們（短篇小說）
- 2019年2月：英雄爸爸（繪本）
- 2021年3月：「1」的力量
- 2024年8月：爸爸宇宙 The Fatherverse（長篇小說）
- 2025年7月：The Fatherbook - Decoding Fathers for Professionals（英文著作）

## 日記
Mr. 6 曾公開表示自己有寫日記習慣。Mr. 6 曾對媒體表示，當年住在加拿大，由於孤單及交友障礙產生了嚴重的口吃問題，因為寫日記而成功治癒。 Mr. 6自15歲開始寫日記，日記內容現已完全公開在網路上，如此每天大量文字吐露行蹤，讓自己生活在眾人注視下，無論是透明度、文字量、時間長度皆為史上前所未見 。

## 家庭
從小立志結婚的Mr. 6在離婚後，將自己痛苦經歷化為幫助別人的決心，於2018年創作了《英雄爸爸》繪本，此繪本曾幫助過一些辛苦的離婚爸爸，其中一位曾燒炭三次未果，後來因為看了這本書，醒悟後就不再自殺了 。後來他創辦同名的「英雄爸爸公司」以及「Help Fathers Foundation」，舉行各種讀書會、分享會，搭建起社群，彼此陪伴與打氣，甚至成為了亞洲第一位美國國家離婚專家協會（NADP）認證的離婚專家（Certified Divorce Specialist）。
離婚後父代母職、辭職在家獨力撫養孩子長大的Mr. 6曾在2020年全球女性影響力論壇說：「多元共融在社會很難，在家庭更難，我想我會繼續用感謝化解差異，做一個友善的父母，讓孩子得到雙倍的愛。」